# Vellefrey-et-Vellefrange
Vellefrey-et-Vellefrange là một xã ở tỉnh Haute-Saône trong vùng Bourgogne-Franche-Comté phía đông Pháp. Xã nằm ở khu vực có độ cao từ 202-261 mét trên mực nước biển.